# Kościół Ducha Świętego w Mielcu
Kościół Ducha Świętego w Mielcu – rzymskokatolicki kościół parafialny należący do parafii pod tym samym wezwaniem (dekanat Mielec Północ diecezji tarnowskiej).

## Historia
Budowa świątyni została rozpoczęta w dniu 26 marca 1983 roku według projektu Stanisława Kokoszki i Kazimierza Flagi. Kamień węgielny, poświęcony przez papieża Jana Pawła II na krakowskich Błoniach w dniu 22 czerwca 1983 roku, został wmurowany przez biskupa Jerzego Ablewicza 23 października 1983 roku. Kościół został poświęcony przez biskupa Józefa Życińskiego 20 grudnia 1992 roku. Nowy wystrój prezbiterium świątyni konsekrował i poświęcił 8 kwietnia 2006 roku biskup Wiktor Skworc. Wnętrze świątyni został zaprojektowane przez Janusza Sobczyka, natomiast witraże i mozaika ściany ołtarzowej zostały wykonane przez Artystyczną Pracownię Witraży, Mozaik i Architektury Wnętrz Sakralnych "Ars Antiqua" pod kierownictwem Janusza Sobczyka. W wieżach kościoła umieszczono cztery dzwony odlane w Odlewni Janusza Felczyńskiego w Przemyślu w 1984 r. o imionach: Pneuma – Duch – Duch święty (1650 kg), Bogurodzica (970 kg),  Lech (500 kg) oraz Twoje imię – moje imię (220 kg).

## Galeria

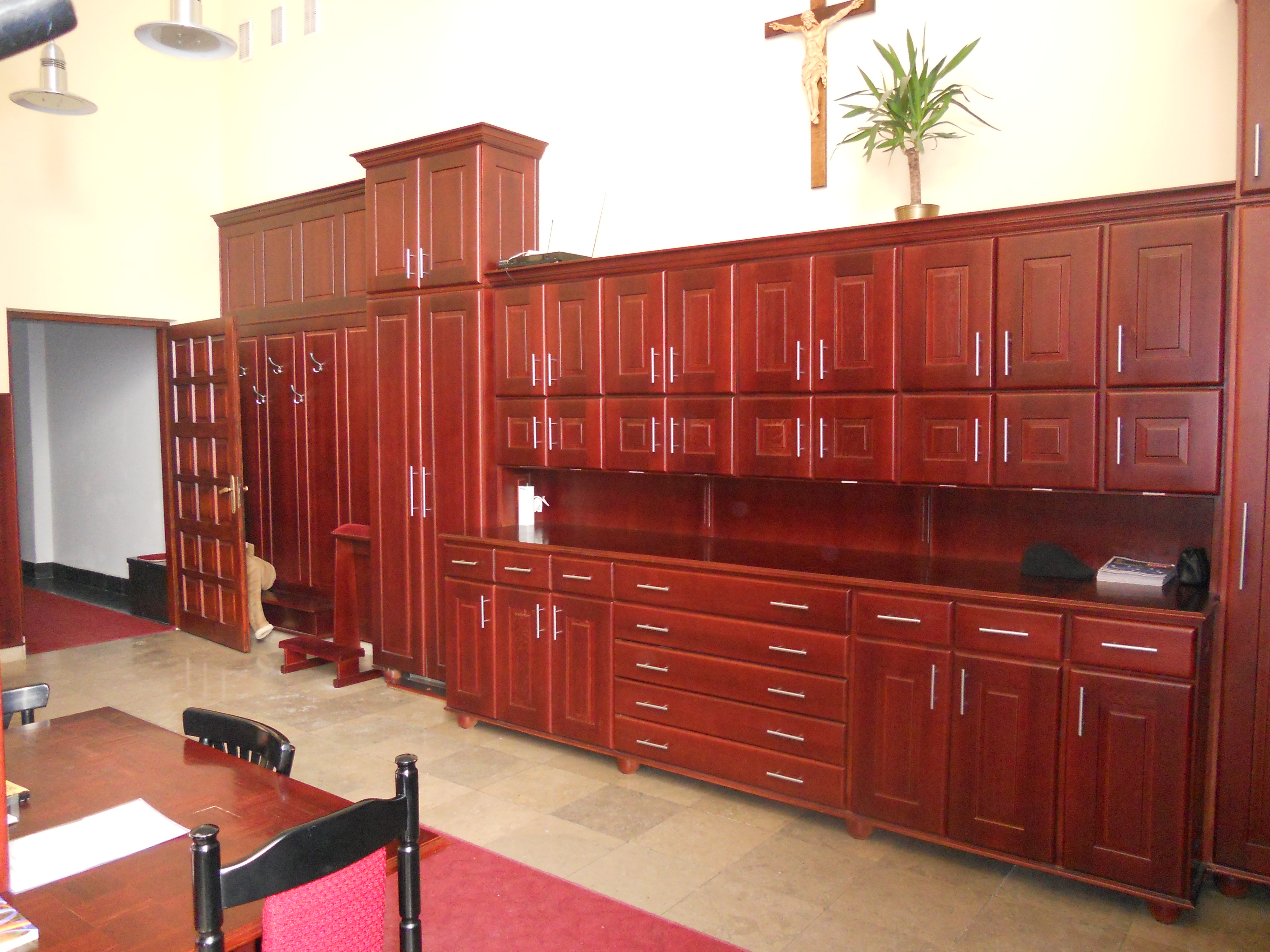
Wnętrze zakrystii
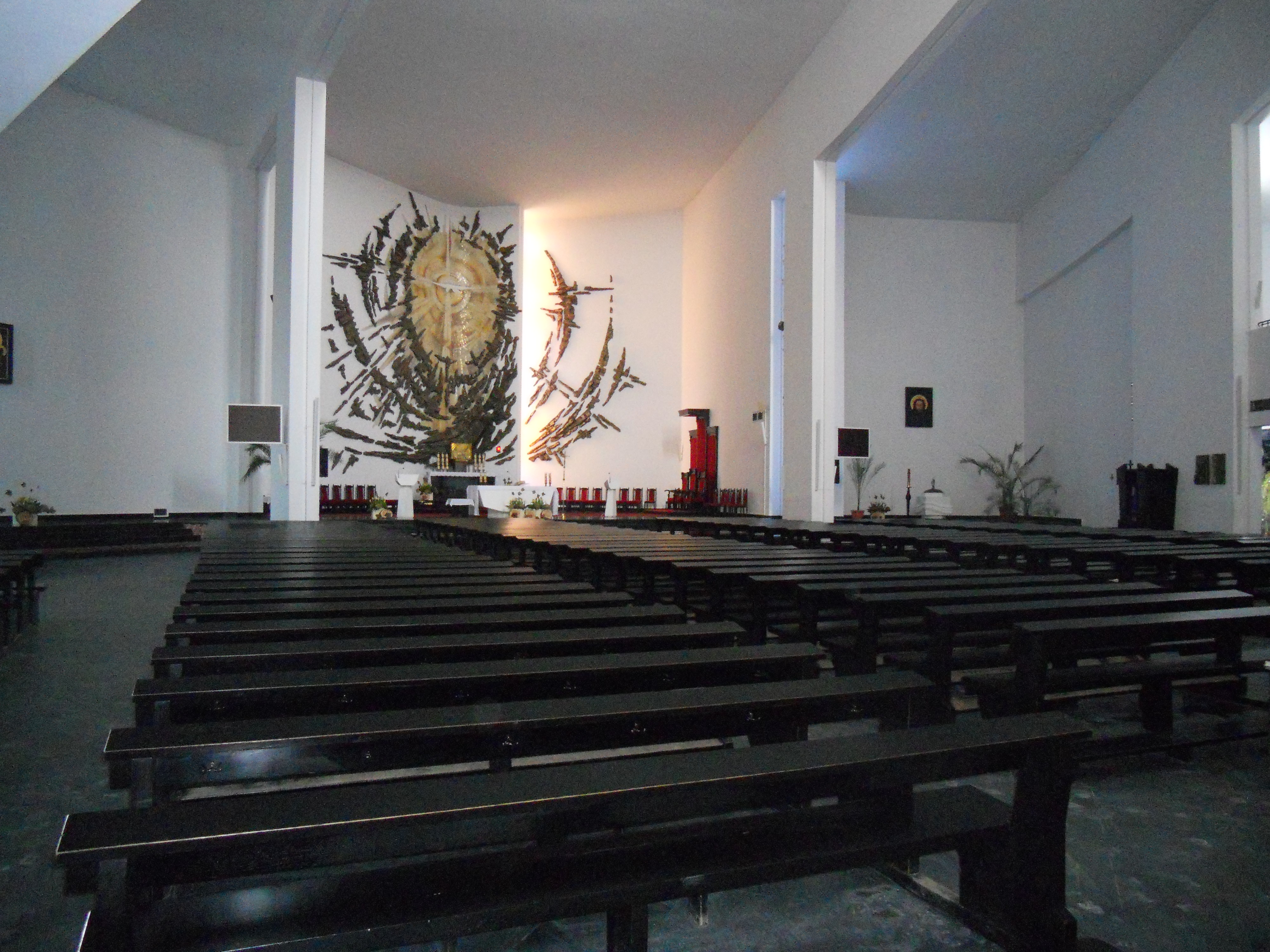
Wnętrze prezbiterium
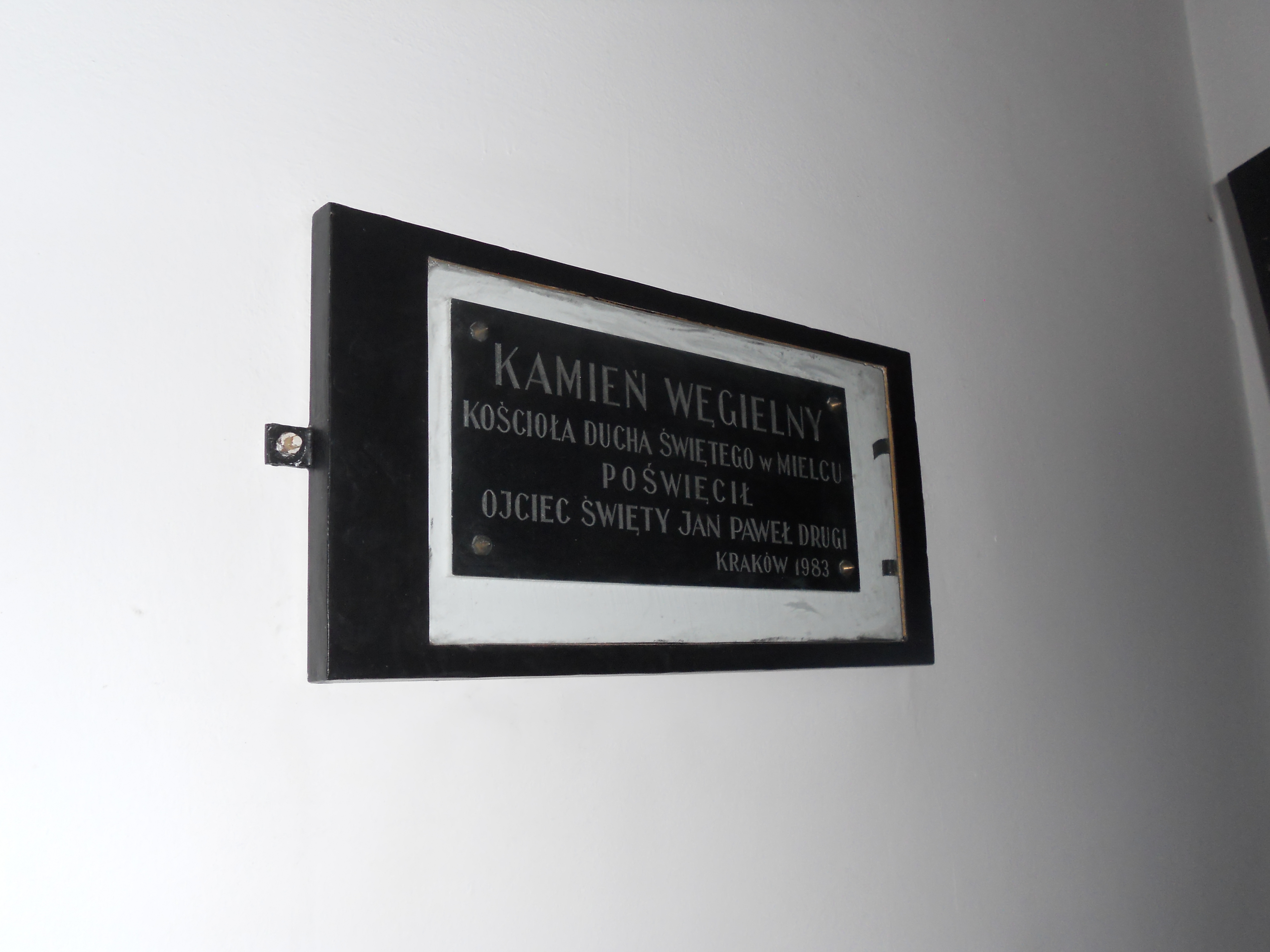
Miejsce wmurowania kamienia węgielnego
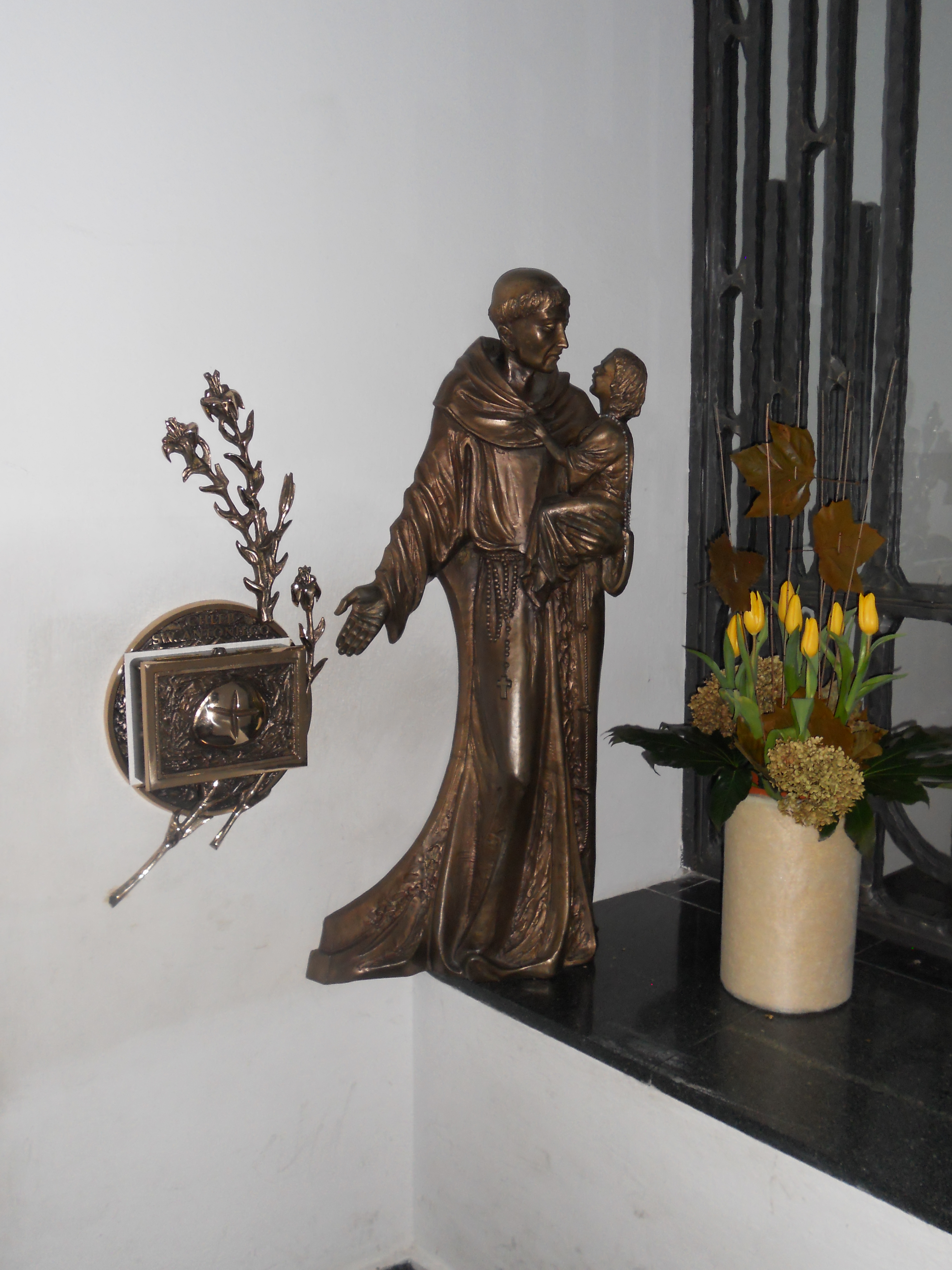
Skarbona Świętego Antoniego
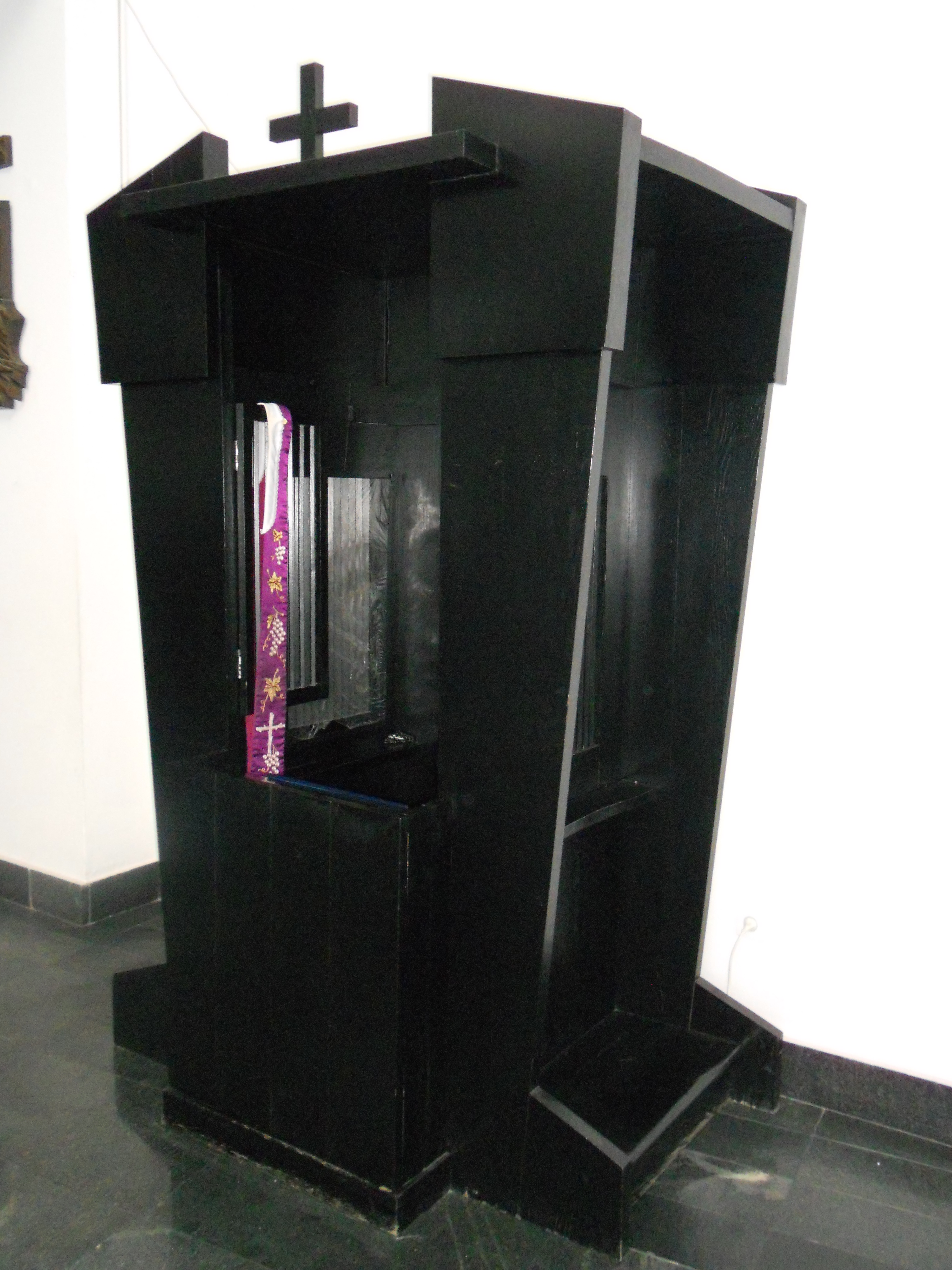
Konfesjonał
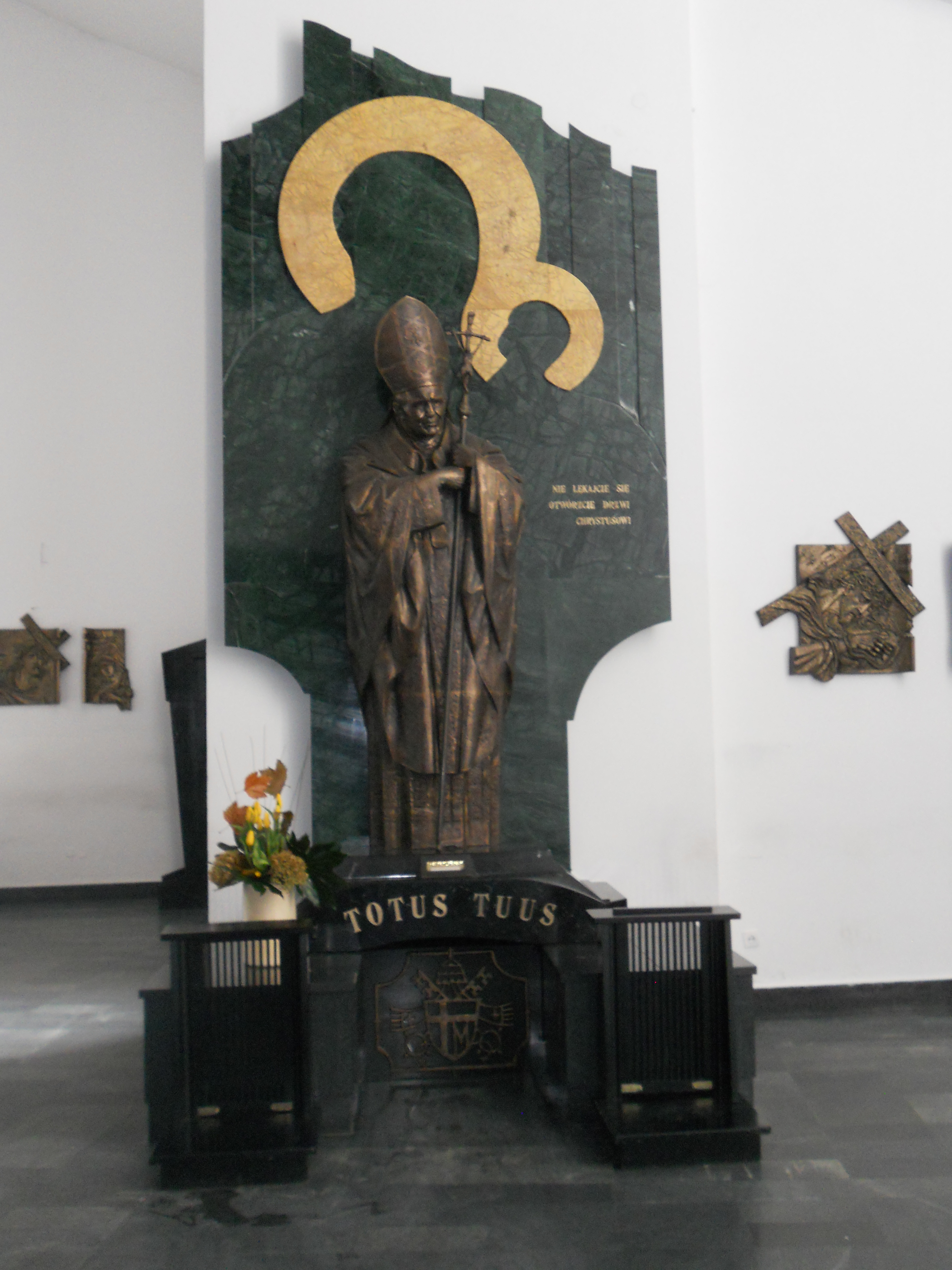
Figura Jana Pawła II
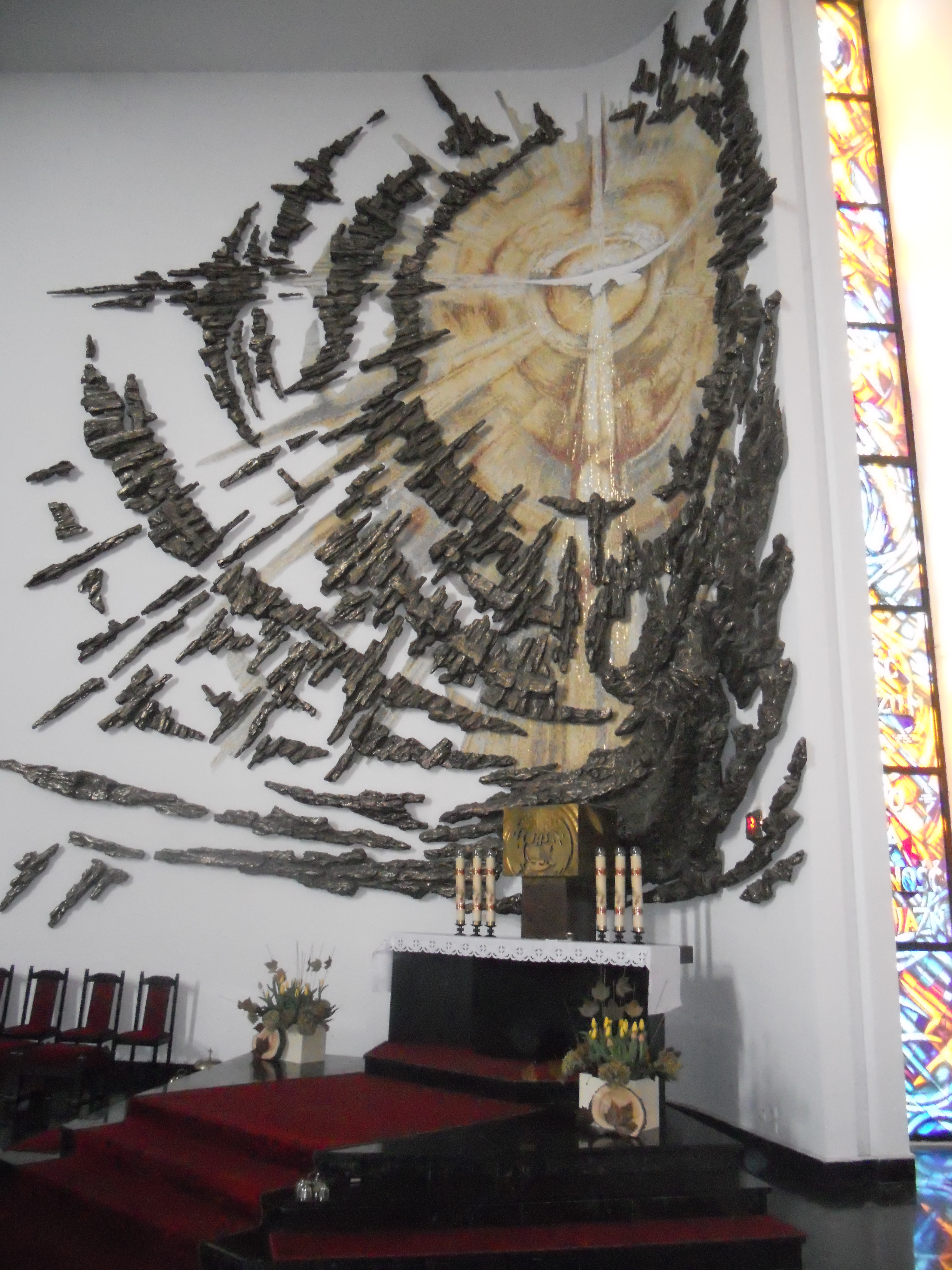
Ołtarz
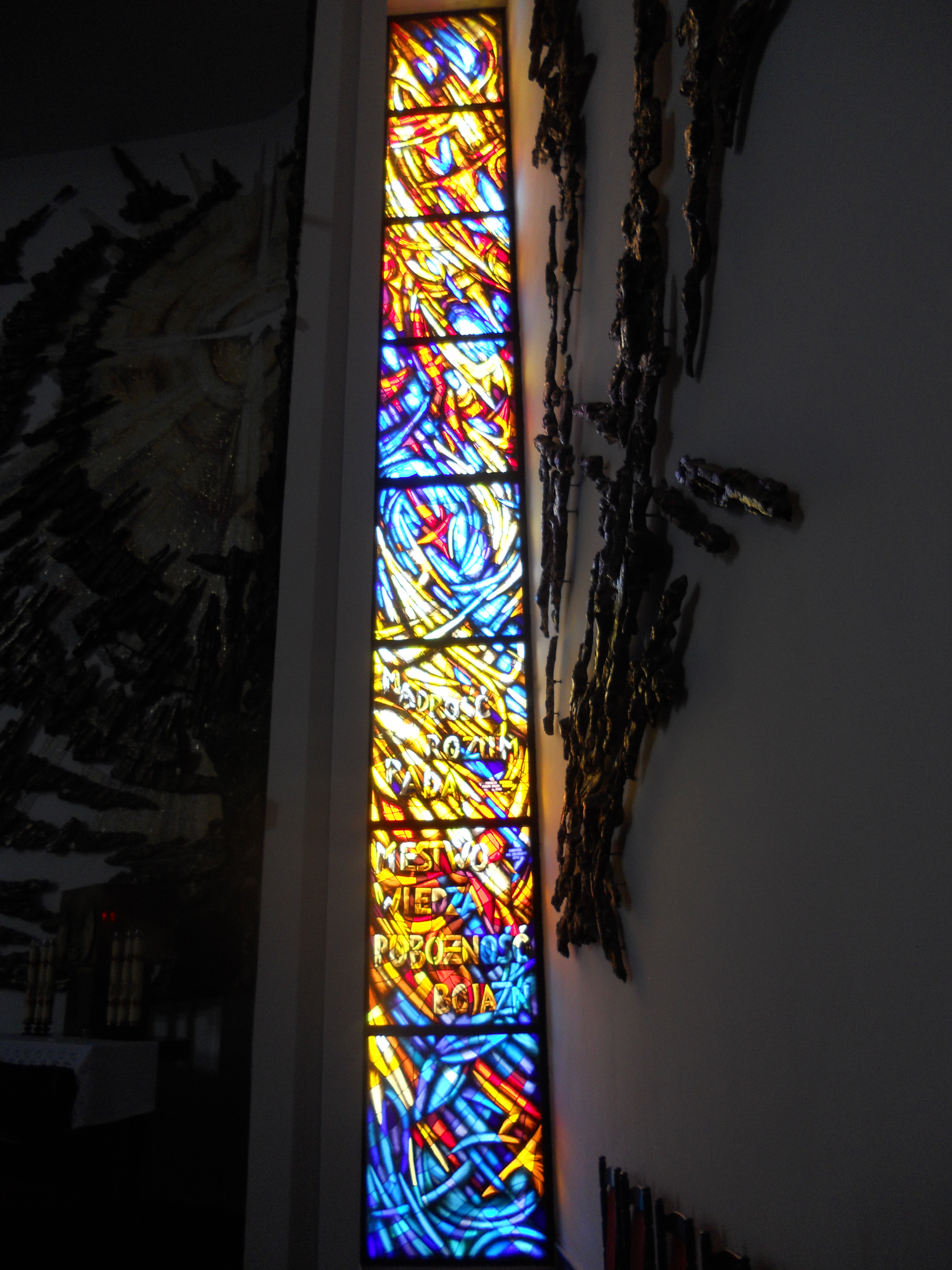
Witraż 1.
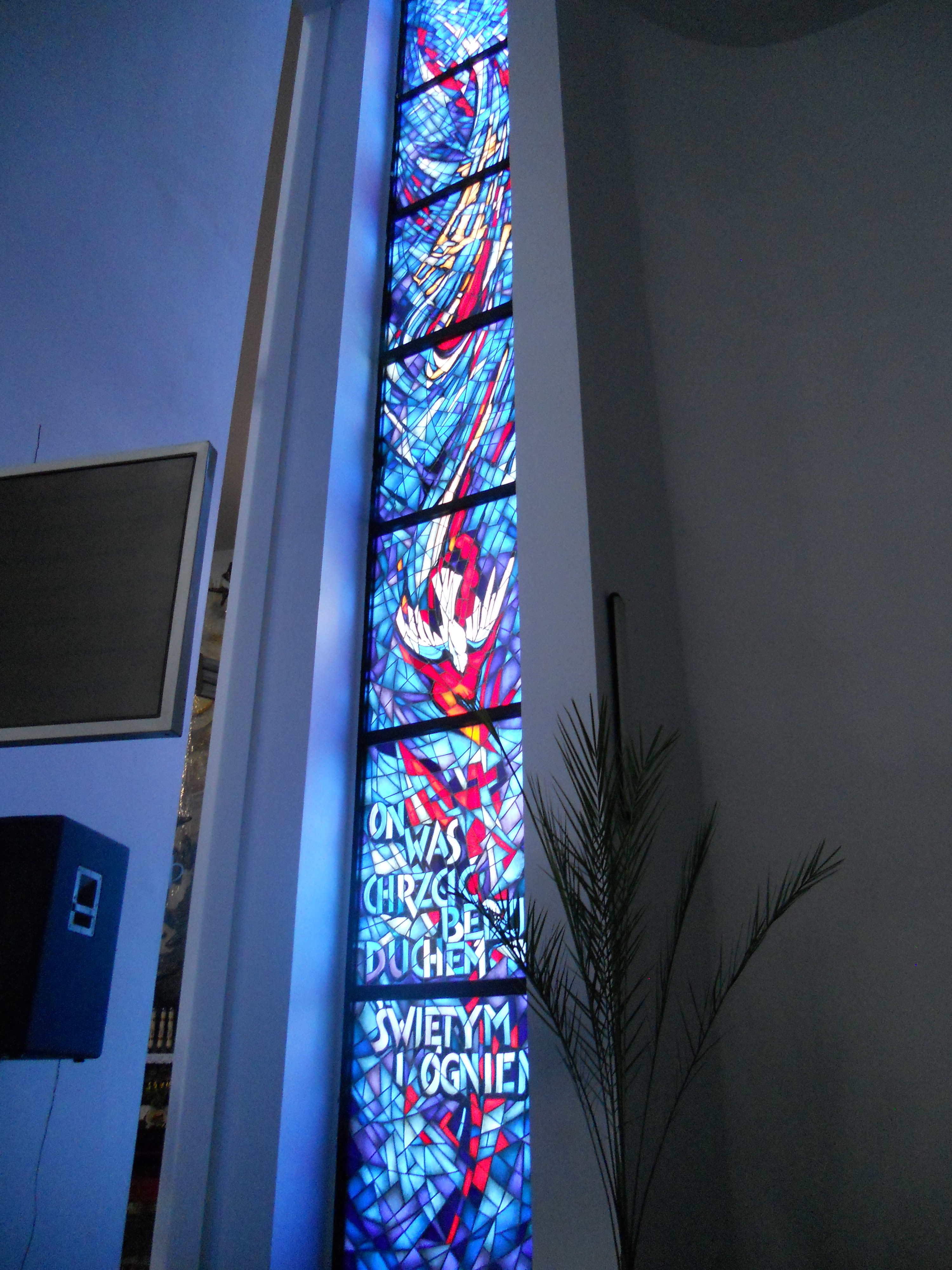
Witraż 2.